# 의령 입산리 고산재
의령 입산리 고산재(宜寧 立山里 高山齋)는 대한민국 경상남도 의령군 부림면에 있는 조선시대의 건축물이다. 2010년 12월 9일 경상남도의 문화재자료 제517호로 지정되었다.

## 개요
1778년(정조2년)에 증이조참의 안기종의 5세손 설산재(雪山齋) 안여석(安如石)공이 주도하여 창건하였으며, 수파, 송은, 백산 선생 등 애국지사를 많이 배출한 유서 깊은 건물로서 수많은 인재가 고산재에서 수학 연마하여 문과와 무과에 급제하고 현달한 유학자를 양성하였던 곳이다.
조선시대 후기의 건축물로서 한적한 공간에서 학문을 정진하며 후학을 양성하던 곳으로서 소박하면서도 단아한 공간을 구성하되 격식을 차려 누마루의 풍류를 살리면서도 사치하지는 않은 건물이다.

## 지정 사유
고산재는 조선시대 후기의 건축물로서 한적한 공간에서 학문을 정진하며 후학을 양성하던 곳으로서 소박하면서도 단아한 공간을 구성하되 격식을 차려 누마루의 풍류를 살리면서도 사치하지는 않는 건물이다. 또한 시대가 비교적 오래되었지만 원형의 형태 또한 잘 보존되어 있는 건축물로서 학술적·역사적으로 보존가치가 높은 것으로 판단되어 문화재자료로 지정하여 보존관리 하고자 함

## 참고 자료
- 의령 입산리 고산재 - 국가유산청 국가유산포털